# Făgețelu
Făgețelu là một xã thuộc hạt Olt, România. Dân số thời điểm năm 2002 là 1455 người.